# Katymár
Katymár (em alemão: Katschmar, Schanzmark) é um município da Hungria, situado no condado de Bács-Kiskun. Tem 71,09 km² de área e sua população em 2015 foi estimada em 1.697 habitantes.